# Хван Сон У
Хван Сон У (кор. 황선우, 21 травня 2003) — південнокорейський плавець.
Учасник Олімпійських Ігор 2020 року, де в попередніх запливах на дистанції 50 метрів вільним стилем посів 39-те місце і не потрапив до півфіналів, а на дистанціях 100 і 200 метрів вільним стилем потрапив до фіналів і посів, відповідно, 5-те і 7-ме місця. В естафеті 4x200 метрів вільним стилем його збірна посіла 13-те місце і не потрапила до фіналу.

## Виступи на Олімпійських іграх
| Олімпіада  | Дисципліна             | Місце |
| ---------- | ---------------------- | ----- |
| Токіо 2020 | 50 м вільним стилем    | 39    |
| Токіо 2020 | 100 м вільним стилем   | 5     |
| Токіо 2020 | 200 м вільним стилем   | 7     |
| Токіо 2020 | 4x200 м вільним стилем | 13    |